# Bärnau
Bärnau (česky: Bernov) je město v Bavorsku ve vládním obvodu Horní Falc v zemském okrese Tirschenreuth. Město leží v bezpostředním sousedství české hranice, hraniční přechod je na místě zaniklé obce Pavlův Studenec. V  minulosti město bylo proto kulturně velice blízce spřízněno s touto neexistující obcí a zde žijícími českými Němci.

## Administrativní členění
Katastrální území města se skládá ze 35 obcí, dvorů či samot.

## Historie a etymologie názvu
Bernov je poprvé písemně zmíněn v listině z roku 1297, kdy se píše „Pernowe“. V roce 1358 byl uváděn jako „Bernaw“, v roce 1530 jako „Bernau“ a teprve v roce 1692 současným pravopisem. Název vychází ze středohornoněmeckého výrazu „ouwe“ (souvisejícím s latinským aqua), znamenal něco jako „země obklopená vodou, louka bohatá na vodu“. Jméno může být buď osobní „Pero“ nebo „bero“., což ve starohornoněmeckém jazyce označuje medvěda, který je také heraldickým zvířetem tohoto města.
Již za vlády Štaufů bylo Bärnau sídlem soudce a podléhalo magistrátu císařského města Cheb. V roce 1297 bylo Bärnau zastaveno klášteru ve Waldsassenu, jenž je  v roce 1313 koupil jako své klášterní panství. V roce 1343 získal klášter Waldsassen od císaře Ludvíka IV. Bavora městské právo. V roce 1343 mělo mít nejmenší počet obyvatel cca 4.000 mezi městy na Štiftsku a v okrese Tirschenreuth.
V roce 1351 město Bärnau získal král Karel IV. a lenní práva náležela Tachovu. Bärnau smělo pořádat týdenní trh.
V roce 1405 se Bärnau dostalo pod nadvládu kurfiřtské falce Wittelsbachů. Městské právo Tachova bylo nahrazeno právem Ambergu, nového správního sídla. V roce 1414 získalo Bärnau počtvrté městská práva, tentokrát v Sulzbachu. Jan Hus se podle tradice zastavil v Bärnau 15. října 1414, cestou z Tachova na Kostnický koncil.
Během třicetileté války (1618–1648) a rekatolizace patřilo Bärnau od roku 1628 k bavorskému kurfiřtství a zůstalo bavorským městem na hranici s Čechami. V roce 1627 město trpělo morem. Velké problémy obyvatelstvu způsobily také ničivé požáry města v letech 1622 a 1685 a provházející vojska ubytovávaná zde za třicetileté války. Tuto válku připomíná pevnost Tilly na hranici s Čechami, která nese jméno po vlámském generálovi Janu Tserclaesovi von Tilly. 
Od 16. do 19. století byly jižně od Bärnau sklářské hutě. Se začátkem výroby perleťových knoflíků v červenci roku 1895 byl položen základ k rozšíření tohoto řemesla na průmyslové odvětví.
Předválečné i poválečné události v obci jsou důležitým námětem autobiografického románu Dva dopisy Pospischielovi od Maxe von der Grüna, který nedaleko odsud prožil část svého dětství.
Nad obcí, přímo na hranici s Českou republikou, stojí turisticky oblíbená vyhlídková věž.

## Památky
- Farní kostel sv. Mikuláše - tři barokní oltáře a tři poutní sloupy s dřevořezbami Nejsv. Trojice, sv. Ambrože a Panny Marie Immaculaty (nosí se při procesí)
- Poutní kostel zbičovaného Spasitele -  hlavní oltář je barokní, s dřevořezbou Ukřižovaného Krista s Pannou Marií Bolestnou, stojící pod křížem a pod pláštěm odhalující sošku bičovaného Krista)
- Kaplový kostel sv. Alžběty -  kaple (Cappl) byla založena v 15. století, současná stavba zmíněna k roku 1658
- Zámek Thanhausen - starší sídlo, přestavěné po požáru roku 1787 na barokní zámek, součást stejnojmenné obce
- Muzeum knoflíků (Deutsches Knopfmuseum) - město bylo od 80. let 19. století centrem výroby perleťových knoflíků, jedna knoflíkářská firma dosud existuje.

## Galerie

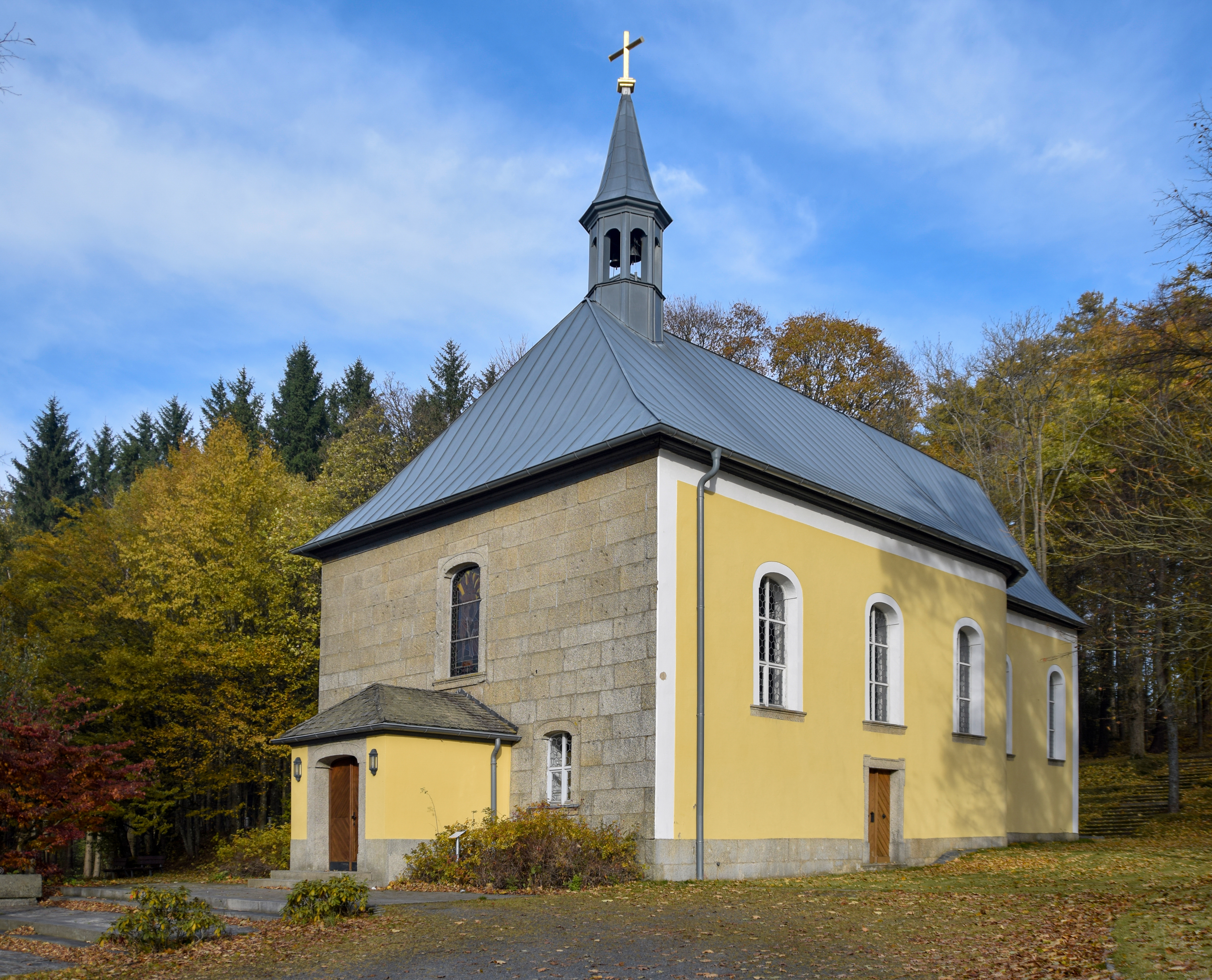
Poutní kostel Zbičovaného Spasitele
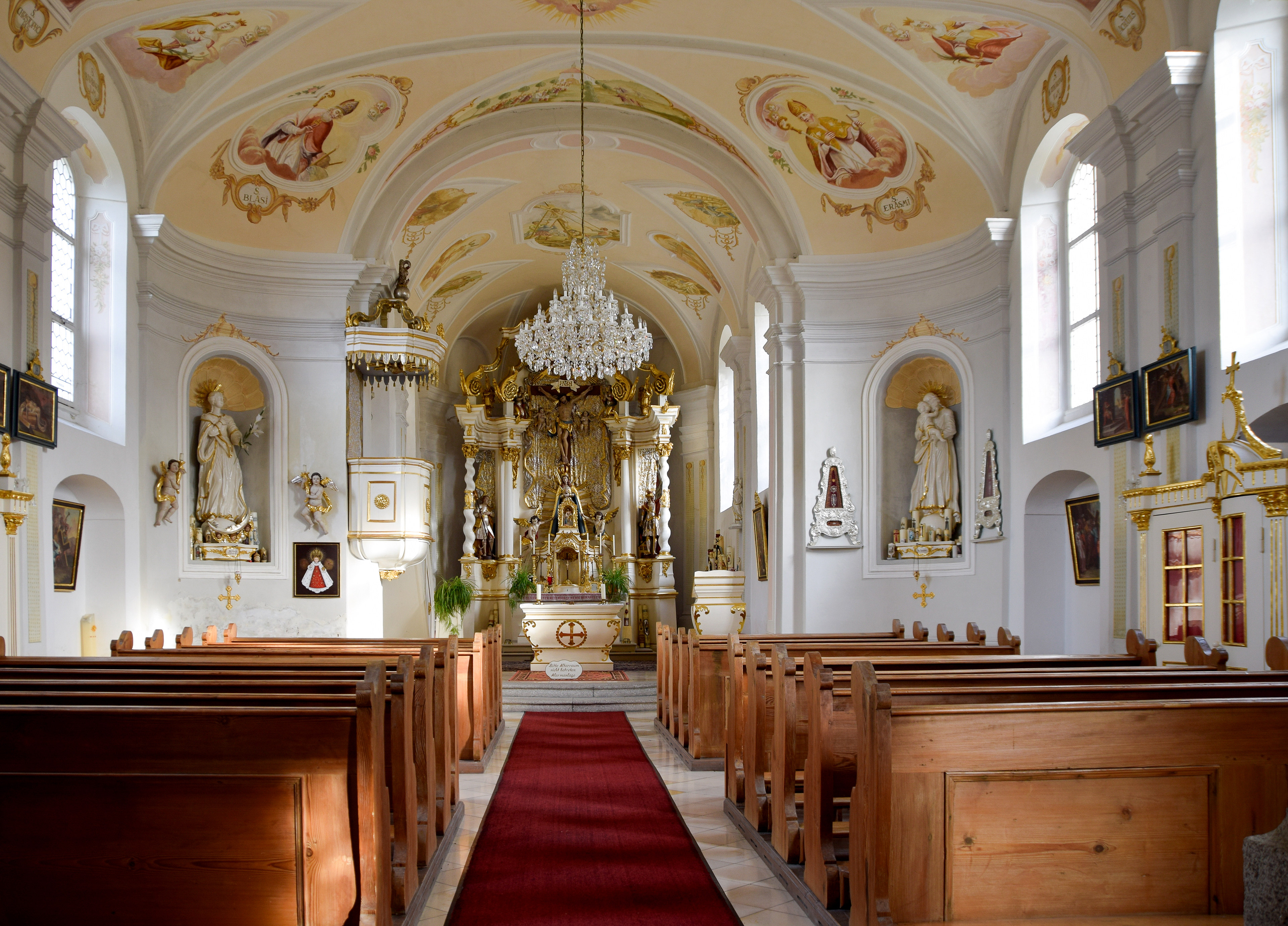
Poutní kostel Zbičovaného Spasitele
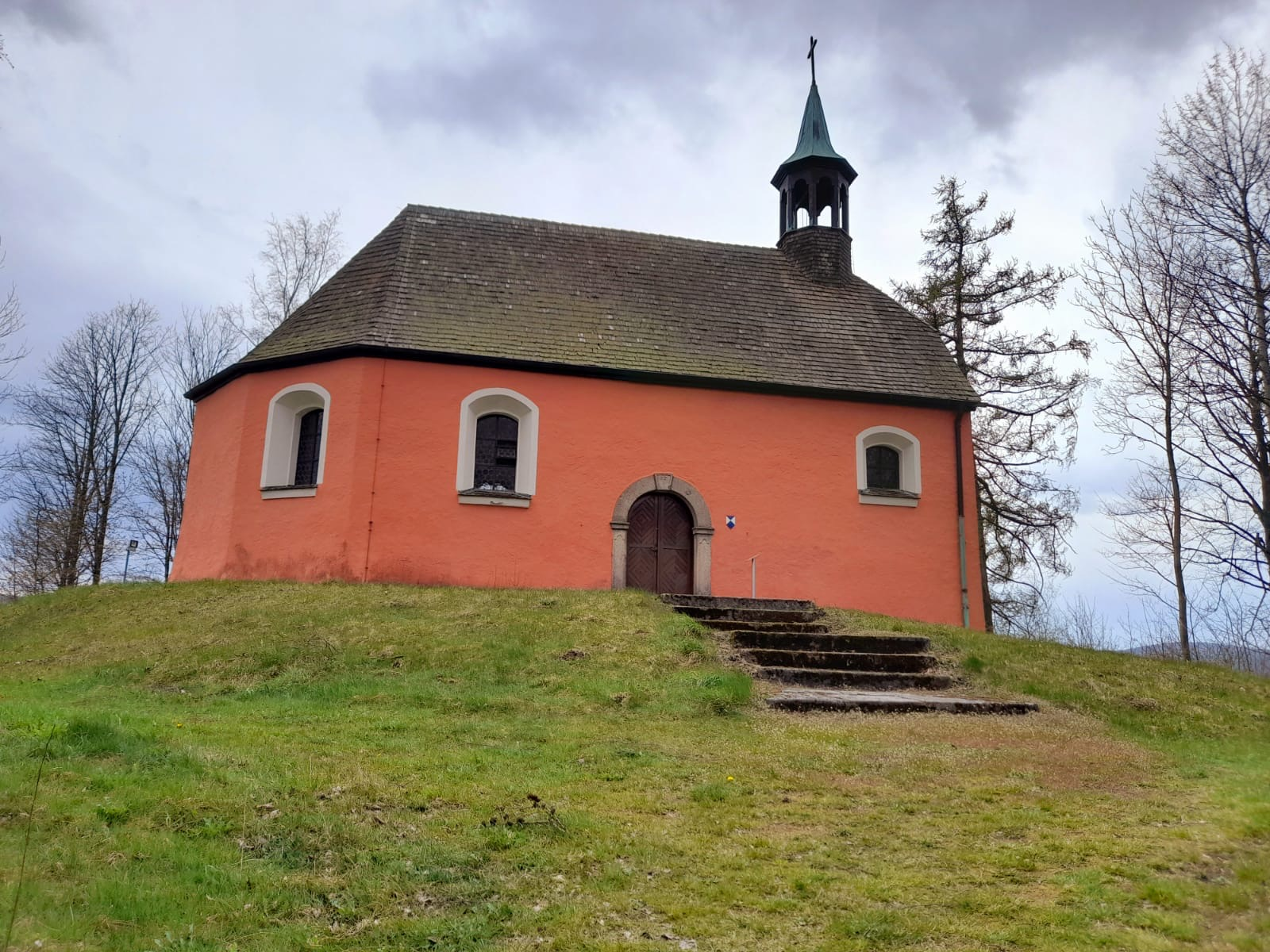
Kaplový kostel sv. Alžběty
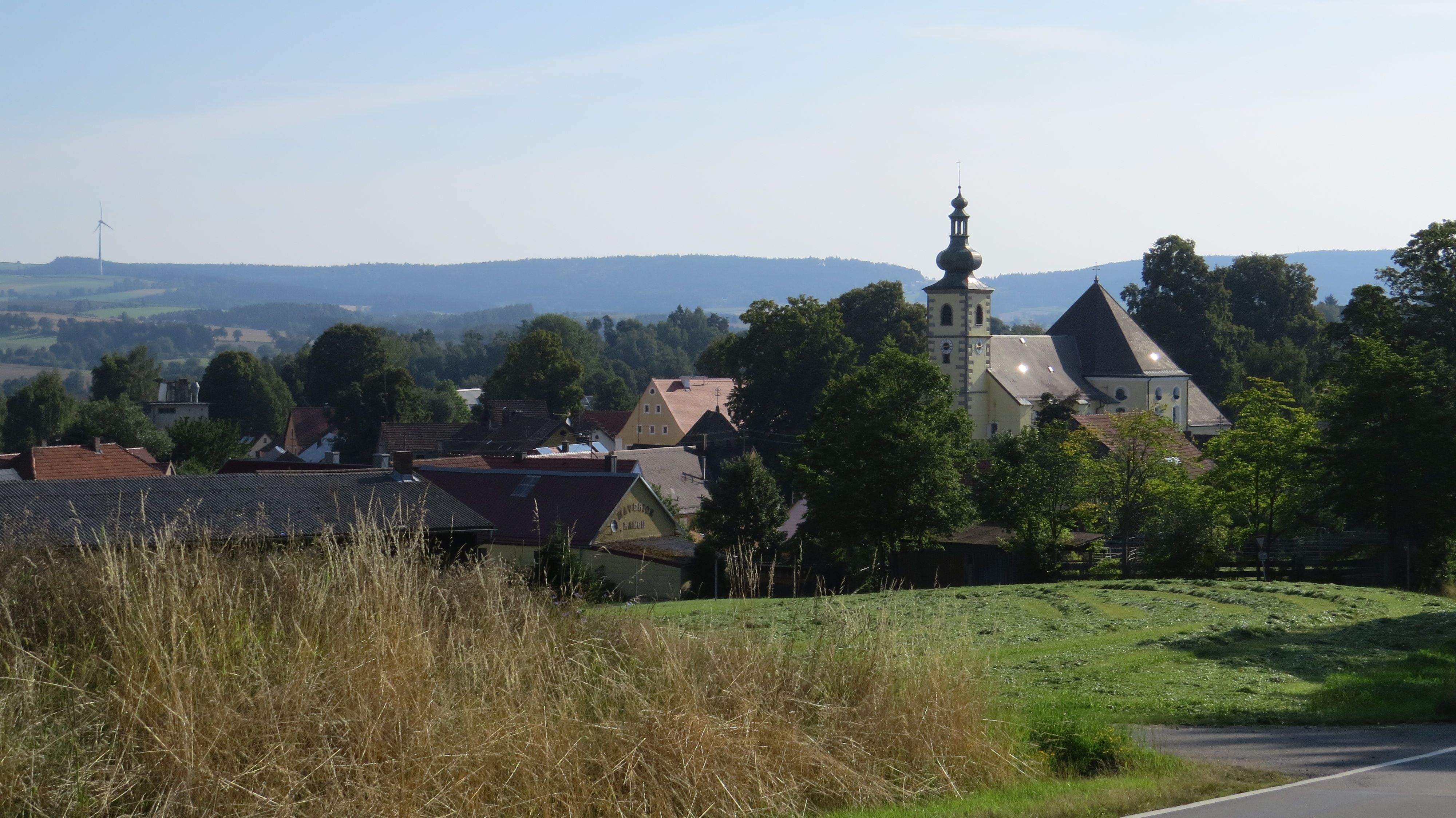
Bärnau-Hohenthan